# 克勒兹河畔伊泽尔
克勒茲河畔伊泽尔（法語：Yzeures-sur-Creuse，法語發音：[izœʁ syʁ kʁøz]）是法国安德尔-卢瓦尔省的一个市镇，属于洛什区。

## 地理
克勒兹河畔伊泽尔（46°47'8"N, 0°52'14"E）面积55.42 平方千米，位于法国中央-卢瓦尔河谷大区安德尔-卢瓦尔省，该省份为法国中西部省份，北起萨尔特省、东北接卢瓦-谢尔省，东南接安德尔省，南至维埃纳省，西临曼恩-卢瓦尔省。
与克勒兹河畔伊泽尔接壤的市镇（或旧市镇、城区）包括：布赛、莱西尼、拉罗什波赛、克勒兹河畔内翁、克莱斯河畔博赛、尚邦、克莱斯河畔普勒伊、图尔农圣皮埃尔、加尔唐普河畔维克。

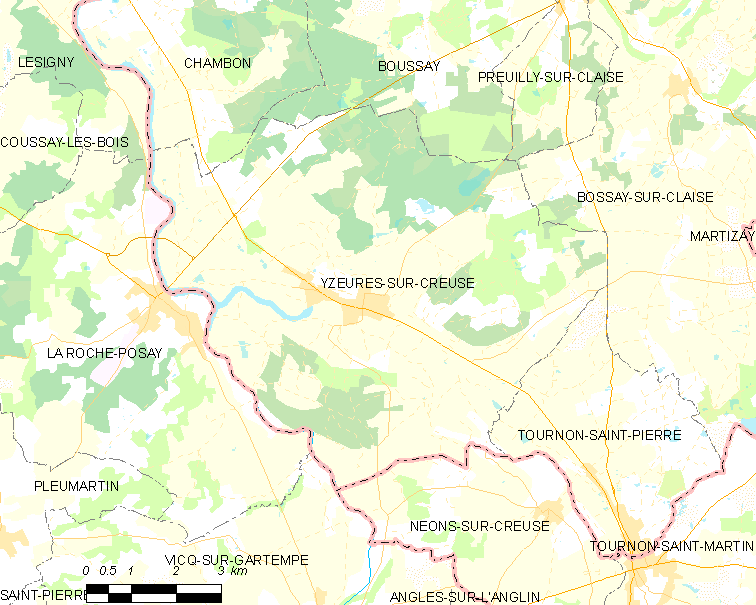
克勒兹河畔伊泽尔的OSM定位图

克勒兹河畔伊泽尔的时区为UTC+01:00、UTC+02:00（夏令时）。

## 行政
克勒兹河畔伊泽尔的邮政编码为37290，INSEE市镇编码为37282。

## 政治
克勒兹河畔伊泽尔所属的省级选区为笛卡尔县。

## 人口

1962-2008年间克勒兹河畔伊泽尔人口变化图示

克勒兹河畔伊泽尔于2022年1月1日时的人口数量为1345人。